# John Wilbye
John Wilbye (døbt 7. marts 1574, død 1638) var en engelsk komponist. Wilbye var først og fremmest en af de betydeligste engelske komponister af madrigaler.